# Michelle Tanner
Michelle Elizabeth Tanner es un personaje ficticio de la serie de comedia de larga duración de ABC, Full House. Fue interpretada por Mary-Kate y Ashley Olsen. Apareció por primera vez en el piloto de la serie, en 1987, "Our Very First Show", y continuó apareciendo hasta el final de la serie de dos partes, "Michelle Rides Again", en 1995. El personaje de Michelle fue el primer papel como actrices de las gemelas Olsen; las dos tenían nueve meses cuando comenzaron a trabajar en la serie. Poco después de que terminara Full House, las hermanas aparecieron en muchas películas y programas de televisión hasta su adolescencia. Michelle Tanner no apareció en la secuela de Netflix de 2016, Fuller House porque las dos se negaron a repetir el papel.

## Personaje
Michelle Tanner es la más pequeña de la familia Tanner y es conocida en la serie por decir algunas frases como "you got it dude", "puh-lease", "you're in big trouble,mister", "¡no way, José!" y "aw nuts". Fue criada por su padre Danny Tanner, su tío Jesse Katsopolis y el amigo de su padre, Joey Gladstone, tras la muerte de su madre Pamela en un accidente de coche a causa de un conductor ebrio. Michelle debutó en la infancia de su personaje y maduró a lo largo de la serie. Se la representa como algo traviesa, aunque al ser la hija menor de la familia hace que muchas de sus fechorías queden sin enseñanza y la salven del castigo, para gran disgusto de sus hermanas mayores. Michelle es bastante juguetona a pesar de ser una niña pequeña; sin embargo, muchos episodios terminan con ella aprendiendo una moraleja. Como nunca interactuó con su madre fallecida, Michelle a veces anhela tener una madre propia y las tramas de los episodios giran en torno a su deseo de tener una madre y sus planes de intentar conseguir una a través del nuevo matrimonio de su padre Danny. Ella forma un vínculo familiar muy fuerte con su tío Jesse y disfruta de su compañía y sus bromas juguetonas. Michelle fue la niña de las flores en la boda de su tío con Becky. La relación entre ellos es tan fuerte que ella se desanima al enterarse de la intención de Jesse de mudarse de la casa de los Tanner después de su matrimonio con Rebecca Donaldson en el episodio de la cuarta temporada "Fuller House". Ella tiene una tendencia a conspirar cuando se encuentra con un nuevo deseo como una mejora a la comedia de la serie, pero finalmente se da cuenta de sus errores al concluir el episodio. Desde la sexta a la octava temporada (como se estableció por primera vez en "Lovers and Other Tanners"), Michelle es una "abeja" en una organización en la que sus hermanas DJ y Stephanie habían participado anteriormente. Michelle asiste a Meadowcrest Preschool durante las temporadas 3 y 4 y luego a Frasier Street Elementary School durante las temporadas 5 a 8. En el final del programa, sufrió amnesia al caerse de su caballo, pero se recuperó.

### Amistades
En el episodio "Bye, Bye Birdie" de la tercera temporada, es el primer día de preescolar de Michelle y allí conoce a un niño llamado Aaron Bailey, quien, ese día, puede usar la corona compartida porque trajo sus juguetes. Ese día, la maestra llama a los niños a la alfombra de lectura para la hora del cuento y Michelle le dice al pájaro de la clase que venga a participar, abriendo la jaula y como resultado, el pájaro sale volando por la ventana abierta. Michelle, entristecida, intenta desesperadamente recuperar el pájaro, pero al final del episodio, Danny le consigue un nuevo pájaro para su clase. Cuando ella lo trae, a todos los niños les encanta y Aaron le permite a Michelle usar la corona compartida por traer al pájaro para que sea la mascota de la clase; los dos se hacen amigos y lo siguen siendo a lo largo de la serie. En las temporadas cinco y seis, se hace amiga de un niño llamado Teddy, a quien conoce en su primer día de jardín de infantes en el estreno de la quinta temporada, "Double Trouble". A los dos les gusta hacer muchas cosas juntos. En "The Long Goodbye", se revela que disfrutan poniendo los puntos en la letra "i". Cuando ambos están en primer grado, Teddy revela que su padre consiguió un nuevo trabajo y, por lo tanto, él y su familia tienen que mudarse a Amarillo (Texas). Michelle, entristecida por la noticia, lo ata en su habitación engañándolo, haciéndole creer que le estaba enseñando a saltar la cuerda. Finalmente, Joey lo desata y le da su juguete especial, "Furry Murray", y ella le da su cerdito de peluche especial, "Pinky". Más tarde, deciden escribirse. Al final de ese mismo episodio, Michelle se hace una nueva amiga llamada Denise Frazier, quien luego se sienta en el antiguo asiento de Teddy y aprenden a cruzar las "T". Las dos se hacen amigas durante la séptima temporada (Denise no aparece en la octava temporada debido al compromiso de su intérprete Jurnee Smollett, con la comedia de corta duración On Our Own ). Ella, al principio, no quiere una nueva mejor amiga pero le cae bien Denise. Michelle también hace muchos otros amigos a lo largo de la serie, incluido el tímido, pero inteligente Derek Boyd (Blake McIver Ewing) y la chica dura, Lisa Leeper (Kathryn Zaremba ). En el episodio "Be Your Own Best Friend" de la séptima temporada, Teddy regresa a San Francisco y asiste nuevamente a la escuela de Michelle, uniéndose a su clase. Michelle, Teddy y Denise discuten cuando Danny llega a clase para el Día de Padres Voluntarios. Él le asigna la tarea de buscar al mejor amigo de cada estudiante, lo que lleva a Michelle a creer que una persona solo puede tener un mejor amigo. Los tres tienen problemas para decidir a quién buscar, lo que permite que Michelle se aproveche de la situación. Ella dice que elegirá a quien le dé las mejores cosas, pero no lo dice explícitamente.Teddy se ofrece a darle su corbata bolo de estrella solitaria y algunos caramelos Snickles (una parodia de Skittles) y Denise le ofrece su coletero para el pelo y un estuche para lápices. Michelle acepta las ofertas, sin darse cuenta de que está aceptando sobornos, que finalmente hacen enfadar a Teddy y Denise cuando entienden lo que estaba sucediendo realmente. Los tres finalmente se reconcilian después de que Michelle elige a Comet, el perro, como su mejor amigo y Danny los ayuda a comprender que todos pueden ser mejores amigos.

## Recepción
En 1989, Mary-Kate y Ashley Olsen ganaron el premio Young Artist al Mejor actor/actriz joven menor de cinco años por su interpretación de Michelle. En 1990, también fueron galardonadas con los premios Young Artist por su trabajo en Full House, en la categoría de Actuación Destacada de una Actriz Menor de Nueve Años. Las dos también ganaron el Premio a la Actuación Excepcional de una Actriz Joven Menor de Diez Años en 1991.

## Comet el perro
En el episodio de la tercera temporada "And They Call It Puppy Love", la familia Tanner adopta un perro llamado Comet, uno de los cachorros nacidos de Minnie, un golden retriever que vagó desde la casa de sus dueños (en Ohio) hasta la mitad de California y fue encontrado por Joey y Michelle en el patio trasero. En el episodio "One Last Kiss" de la cuarta temporada, Michelle quería otro perro de su tamaño porque Comet se había vuelto más grande. En el episodio de la sexta temporada "Road To Tokyo", cuando Jesse está de gira en Tokio, Michelle decide cavar un hoyo hasta Tokio para poder visitarlo y le pide a Comet que cave. En el primer episodio de la octava temporada, "Comet's Excellent Adventure", Comet se escapa cuando Jesse, sin saberlo, permite que Michelle lo lleve solo (mientras intentaba lidiar con sus compañeros de banda en Jesse and the Rippers que lo expulsaron del grupo debido a la intrusión de sus compromisos con la familia y su actuación en un programa de radio), lo que llevó a Michelle (y eventualmente al resto de la familia) a buscarlo por todo San Francisco (este es el único episodio que se ha filmado en locaciones en San Francisco). Comet regresa a casa al final del episodio.

## Serie de libros
Poco después de que terminara el programa, se publicaron dos series de libros independientes centrados respectivamente en Michelle y Stephanie. Las historias, principalmente, tienen lugar durante la continuidad de las últimas temporadas del programa. Las historias incluyen a las amigas de las hermanas y otros personajes. Las tramas se centran principalmente en las luchas y triunfos de los personajes. La mayoría de los libros no fueron un episodio de la serie. Michelle tiene alrededor de nueve años y Stephanie es una adolescente en la serie. Los libros se publicaron principalmente en la década de 1990.

## Acreditación
El equipo de producción detrás de Full House no quería que la gente supiera que Michelle era interpretada por un par de gemelas, por lo que las niñas fueron acreditadas como "Mary-Kate Ashley Olsen" durante la mayor parte de la duración del programa. Así parecía que una sola actriz tenía de primer nombre Mary-Kate y de segundo nombre Ashley). En la primera temporada de la serie, no se agregaron oficialmente a la secuencia del título de apertura hasta la segunda temporada, pero fueron acreditadas en las versiones sindicadas de los títulos de apertura de la primera temporada. No fue hasta la octava y última temporada que las gemelas fueron acreditadas como "Mary-Kate y Ashley Olsen" en los títulos de apertura. A pesar del hecho de que las Olsen son gemelas fraternas, sus apariencias físicas eran lo suficientemente similares como para que pocas personas pudieran distinguirlas a lo largo de la serie. En la primera temporada, se utilizó a Mary-Kate con más frecuencia debido al hecho de que Ashley se molestaba cuando la ponían en el set para una escena.